# Laphria felis
Laphria felis là một loài ruồi trong họ Asilidae. Laphria felis được Osten-Sacken miêu tả năm 1877.